# 176 Iduna
176 Iduna (mednarodno ime je tudi 176 Iduna) je velik asteroid tipa G v glavnem asteroidnem pasu. 

## Odkritje
Asteroid je odkril nemško-ameriški astronom Christian Heinrich Friedrich Peters (1845 – 1904) 14. oktobra 1877 .
Poimenovan je po klubu z imenom «Ydun» v Stockholmu, kjer je bila konferenca astronomov.

## Lastnosti
Asteroid Iduna obkroži Sonce v 5,69 letih. Njegova tirnica ima izsrednost 0,165, nagnjena pa je za 22,580° proti ekliptiki. Njegov premer je 121,04 km, okoli svoje osi pa se zavrti v 11,289 h .